# Stepan Bulgar
Stepan Bulgar (în rusă Степан Степанович Булгар; n. 10 iunie 1953, Curciu, Raionul Bolgrad, RSS Ucraineană, URSS) este un istoric, scriitor, jurnalist și activist politic din Găgăuzia, unul dintre fondatorii mișcării secesioniste Gagauz Halkı. 

## Biografie
Bulgar s-a născut în 1953 în Curciu, în sudul Basarabiei (azi în Ucraina), într-o familie de țărani găgăuzi. A absolvit Facultatea de istorie Universității din Chișinău, specializându-se în istoria găgăuzilor. Lucrările sale științifice au fost influențate de poveștile scriitorului găgăuz Dimitri Karacioban, pe care Bulgar îl cunoștea bine. 
În anii 1980 a apărut secția găgăuză a Uniunii Scriitorilor din Moldova, Bulgar fiind un membru activ al acesteia. Tot în aceeași perioadă a devenit unul dintre participanții activi la mișcarea națională găgăuză. În 1988, pe fondul creșterii în popularitate a Frontului Popular din Moldova, ce avea o tentă naționalistă, Bulgar a fondat mișcarea separatistă Gagauz Halkı, fiind ales președintele acesteia în mai 1989. În februarie 1989 a organizat un miting în fața clădirii Comitetului central al Partidului Comunist al Moldovei, fiind arestat de poliție împreună cu restul participanților. În august 1989 Stepan Bulgar a condus o delegație de găgăuzi, întâlnindu-se la Moscova cu președintele Sovietului Suprem al URSS, Anatoli Lukianov. Aceștia au discutat despre autonomia Găgăuziei în cadrul URSS. Tot în această perioadă a publicat articole în mai multe ziare sovietice în care punea problema autonomiei găgăuze. Acestea au apărut atât în presa rusă, cât și în New York Times. A participat activ la formarea efemerei Republicii Găgăuzia. Datorită activității sale politice, Găgăuzia a fost integrată în Republica Moldova ca regiune autonomă. Ulterior, s-a concentrat pe activitatea științifică, rămânând un activist al societății civile găgăuze.
Pe 10 iunie 2018 a fost distins cu ordinul „Gagauz Yeri”.